# Мрішо Нгаса
 Мрішо Халфані Чогі Нгаса або просто Мрішо Нгаса (англ. Mrisho Khalfani Chogi Ngasa; нар. 5 травня 1989, Мванза, Танзанія) — танзанійський футболіст, вінгер та нападник клубу «Мбея Сіті».

## Клубна кар'єра
Футбольну кар'єру розпочав у 2005 році в складі клубу «Кагера Шугер». У 2006 році перейшов до складу гранда танзанійського футболу, «Янг Афріканс». У квітні 2009 року відправився на перегляд до складу клубу «Вест Гем Юнайтед» з англійської Прем'єр-ліги. 21 травня 2010 року перейшов до «Азаму», якому цей перехід обійшовся в 40 000 доларів. На той час це був рекордний в історії танзанійського футболу трансфер, але на даний час він таким вже не є. У липні 2011 року відправився на перегляд до клубу «Сіетл Саундерз» з американської Major League Soccer, де вийшов на заміну в товариському матчі проти «Манчестер Юнайтед».
На початку серпня 2012 року Нгаса перейшов до «Сімби». Проте виявилося, що він був лише орендований командою з Дар-ес-Саламу.
По завершенні сезону 2012/13 років у Мрішо завершився контракт з «Азамом» й він у статусі вільного агента залишив розташування клубу. 20 травня 2013 року підписав 2-річний контракт з діючим переможцем Прем'єр-ліги та володарем кубку Танзанії «Янг Афріканс».
У 2015 році Нгаса з гранду танзанійського футболу «Янг Афріканс» перейшов до південноафриканського клубу «Фрі Стейт Старз», підписавши з ним 4-річний контракт. Проте не зміг закріпитися в клубі й переїхав до Оману, де став гравцем клубу «Фанджа». У 2016 році повернувся до Танзанії та підписав контракт з «Мбея Сіті».

## Кар'єра в збірній
З 2006 року почав викликатися до складу національної збірної Танзанії з футболу. На кубку КЕСАФА 2009 з 5-ма забитими м'ячами став найкращим бомбардиром турніру, на якому танзанійці посіли 4-те підсумкове місце. У 2014 році з 6-ма забитими м'ячами (двічі оформив хет-трик) став одним з найкращих бомбардирів Ліги чемпіонів КАФ.

### Голи за збірну
Голи та результат збірної Танзанії знаходиться на першому місці.
| #   | Дата              | Місце                                                   | Суперник   | Рахунок | Результат | Змагання          |
| --- | ----------------- | ------------------------------------------------------- | ---------- | ------- | --------- | ----------------- |
| 1.  | 1 грудня 2006     | Аддис-Абеба Стедіум, Аддис-Абеба                        | Джибуті    | 1–0     | 3–0       | Кубок КЕСАФА 2006 |
| 2.  | 11 жовтня 2008    | Угуру, Дар-ес-Салам                                     | Кабо-Верде | 3–1     | 3–1       | кв. ЧС 2010       |
| 3.  | 7 січня 2009      | Наківубо, Кампала                                       | Руанда     | 1–0     | 2–0       | Кубок КЕСАФА 2008 |
| 4.  | 13 січня 2009     | Мандела Нешинл Стедіум, Кампала                         | Бурунді    | 1–0     | 3–2       | Кубок КЕСАФА 2008 |
| 5.  | 1 грудня 2009     | СК Муміас, Муміас                                       | Занзібар   | 1–0     | 1–0       | Кубок КЕСАФА 2009 |
| 6.  | 4 грудня 2009     | СК Муміас, Муміас                                       | Бурунді    | 1–0     | 1–0       | Кубок КЕСАФА 2009 |
| 7.  | 8 грудня 2009     | Національний стадіон Нйайо, Найробі                     | Еритрея    | 2–0     | 4–0       | Кубок КЕСАФА 2009 |
| 8.  | 8 грудня 2009     | Національний стадіон Нйайо, Найробі                     | Еритрея    | 3–0     | 4–0       | Кубок КЕСАФА 2009 |
| 9.  | 8 грудня 2009     | Національний стадіон Нйайо, Найробі                     | Еритрея    | 4–0     | 4–0       | Кубок КЕСАФА 2009 |
| 10. | 3 березня 2010    | CCM Кірумба Стедіум, Мванза                             | Уганда     | 2–1     | 2–3       | Товариський       |
| 11. | 1 травня 2010     | Угуру Стедіум, Дар-ес-Салам                             | Руанда     | 1–1     | 1–1       | Товариський       |
| 12. | 11 серпня 2010    | Угуру Стедіум, Дар-ес-Салам                             | Кенія      | 1–1     | 1–1       | Товариський       |
| 13. | 9 лютого 2011     | Національний стадіон ім. Бенджаміна Нкапи, Дар-ес-Салам | Палестина  | 1–0     | 1–0       | Товариський       |
| 14. | 11 листопада 2011 | Стад Омніспортс Ідрісс Магат Уя, Нджамена               | Чад        | 1–0     | 2–1       | кв ЧС 2014        |
| 15. | 8 грудня 2011     | Національний стадіон ім. Бенджаміна Нкапи, Дар-ес-Салам | Уганда     | 1–0     | 1–3       | Кубок КЕСАФА 2011 |
| 16. | 15 серпня 2012    | Молепололе Стедіум, Молепололе                          | Ботсвана   | 3–3     | 3–3       | Товариський       |
| 17. | 1 грудня 2012     | Лугого Стедіум, Кампала                                 | Сомалі     | 1–0     | 7–0       | Кубок КЕСАФА 2012 |
| 18. | 1 грудня 2012     | Лугого Стедіум, Кампала                                 | Сомалі     | 2–0     | 7–0       | Кубок КЕСАФА 2012 |
| 19. | 1 грудня 2012     | Лугого Стедіум, Кампала                                 | Сомалі     | 5–0     | 7–0       | Кубок КЕСАФА 2012 |
| 20. | 1 грудня 2012     | Лугого Стедіум, Кампала                                 | Сомалі     | 6–0     | 7–0       | Кубок КЕСАФА 2012 |
| 21. | 1 грудня 2012     | Лугого Стедіум, Кампала                                 | Сомалі     | 7–0     | 7–0       | Кубок КЕСАФА 2012 |
| 22. | 22 грудня 2012    | Національний стадіон ім. Бенджаміна Нкапи, Дар-ес-Салам | Замбія     | 1–0     | 1–0       | Товариський       |
| 23. | 7 грудня 2013     | Муніципальний стадіон Момбаси, Момбаса                  | Уганда     | 1–1     | 2–2       | Кубок КЕСАФА 2013 |
| 24. | 7 грудня 2013     | Муніципальний стадіон Момбаси, Момбаса                  | Уганда     | 2–1     | 2–2       | Кубок КЕСАФА 2013 |
| 25. | 29 березня 2015   | CCM Кірумба Стедіум, Мванза                             | Малаві     | 1–1     | 1–1       | Товариський       |

## Особисте життя
Мрішо син колишнього гравця національної збірної Танзанії Халфана Нгаси, який виступав на позиції півзахисника. Нгаса вважався одним з найталановитіших гравців Танзанії, які вразили багатьох тренерів і скаутів по всьому світі. Серед відомих тренерів, яких вразив талан Нгасси, був Франсиско Зола, колишній гравець Челсі та національної збірної Італії, який на той час працював менеджером у Вест Гем Юнайтед. Будучи під враженням від таланту Мрішо Нгасси, він зателефонував йому та запросив на перегляд.

## Досягнення

### Клубні
«Янг Афріканс»
- Прем'єр-ліга
  -  Чемпіон (7): 2007/08, 2008/09, 2009/10, 2010/11, 2011/12, 2012/13, 2013/14
- Кубок Тускер
  -  Володар (2): 2007, 2009

«Азам»
- Кубок КЕСАФА
  -  Фіналіст (1): 2012

### Індивідуальні
- Найкращий гравець Танзанійської Прем'єр-ліги: 2009/10[10]
- Золота бутса Танзанійської Прем'єр-ліги: 2010/11
- Золота бутса Кубку КЕСАФА: 2009
- Золота бутса Ліги чемпіонів КАФ: 2013/14 (6 голів у 4-х матчах)
- Найкращий гравець квітня у ВПЛ в сезоні 2014/15